# 동광산업과학고등학교
동광산업과학고등학교(東光産業科學高等學校)는 대한민국 강원특별자치도 고성군 토성면 백촌리에 위치한 공립 고등학교이다.

## 학교 연혁
- 1954년 4월 1일 : 동광농업고등학교 농업과 3학급 설립인가
- 1954년 5월 6일 : 개교(동광농업고등학교, 교장 최화길)
- 1991년 10월 21일 : 농업과 축산과 폐과, 자동차과 6학급 설립인가
- 1992년 3월 1일 : 동광농공고등학교로 교명 변경
- 2006년 8월 24일 : 전자기계과 1학급 축소 및 조리과학과 1학급 신설(총 21학급)
- 2010년 8월 1일 : 특성화고등학교 개편(산업중장비과 신설) 및 교명변경인가
- 2011년 3월 1일 : 동광산업과학고등학교로 교명 변경
- 2024년 1월 9일 : 제66회 졸업식(35명 졸업, 누계 6,927명)
- 2024년 3월 1일 : 제31대 김후남 교장 취임
- 2024년 3월 1일 : 2024학년도 입학생 원예과를 카페플라워과로 과명 변경
- 2025년 3월 4일 : 2025학년도 신입생 3학급 52명 입학(9학급 139명)

## 설치 학과
- 원예과
- 조리과학과
- 자동차산업과
- 카페플라워과

## 참고 자료
- 동광산업과학고등학교 - 한국교육학술정보원 학교알리미